# Лопино (Московская область)
Лопино — деревня в Чеховском районе Московской области, в составе муниципального образования сельское поселение Стремиловское (до 28 февраля 2005 года входила в состав Стремиловского сельского округа), деревня связана автобусным сообщением с райцентром и соседними населёнными пунктами.

## Население
| 2002 | 2006 | 2010 |
| ---- | ---- | ---- |
| 0    | ↗4   | ↘2   |

## География
Лопино расположено примерно в 21 км на юго-запад от Чехова, на левом берегу реки Нара, у устья безымянном ручья, у границы с Жуковским районом Калужской области, высота центра деревни над уровнем моря — 143 м.

## Известные уроженцы
- Казаков, Василий Иванович (1923—1944) — Герой Советского Союза.